# سنوات الحب والملح (مسلسل)
سنوات الحب والملح هو مسلسل دراما مصري من إخراج محمد فاضل وبطولة فتحي عبد الوهاب، مي كساب، محمد الدفراوي، إيمان مسعود، أحمد صيام وعزت العلايلي.

## نبذة
تدور أحداث المسلسل حول فلاحة تعمل في التراحيل، تقع في حب شاب من القرية ولكنه متعلم وحاصل على شهادة جامعية ولكنه بعد حصوله على الشهادة يتقرب من الباشا وابنته فتدخل الفلاحة في صراع مع ابنة الباشا لكسب الشاب.